# Liste des accidents ferroviaires au Royaume-Uni
La liste des accidents ferroviaires au Royaume-Uni est une liste non exhaustive des principaux accidents ferroviaires survenus sur le réseau ferré britannique.

## Accidents par ordre chronologique

### XIXesiècle
- Pont de Dee, 24 mai 1847; 5 morts, 9 blessées
- Round Oak, 23 août 1858; 14 morts, 50 blessés
- Clayton Tunnel, 25 août 1861; 23 morts, 126 blessés
- Welwyn Tunnel, 9 juin 1866; 2 morts, 2 blessées, incendie
- Thorpe St Andrew, 10 septembre 1874; 25 morts, 75 blessés
- Shipton-on-Cherwell, 24 décembre 1874; 34 morts, 69 blessés
- Abbots Ripton, 26 janvier 1876; 13 morts, 59 blessés
- Pont du Tay,  28 décembre 1879; 75 disparus

### XXesiècle
- Quintinshill, 22 mai 1915; 227 morts, 246 blessés
- Abermule, 26 janvier 1921; 17 morts
- Hull Paragon, 14 février 1927; 12 morts, 24 blessés
- Sevenoaks, 24 août 1927; 13 morts, 21 blessés
- Darlington, 27 juin 1928; 25 morts
- South Croydon, 24 octobre 1947; 32 morts, 183 blessés
- Goswick, 27 octobre 1947; 27 morts
- Harrow and Wealdstone, 12 octobre 1952; 112 morts, 340 blessés
- Lewisham, 4 décembre 1957; 90 morts, 173 blessés
- Hither Green, novembre 1967; 49 morts, 78 blessés
- Morpeth, mai 1969; 6 morts, 121 blessés
- Ealing, décembre 1973; 10 morts, 94 blessés
- Station Moorgate (métro de Londres), février 1975; 43 morts, 74 blessés
- Nuneaton, juin 1975; 6 morts 67 blessés
- Invergowrie, octobre 1979; 5 morts, 52 blessés
- Falkirk, juillet 1984; 13 morts, 44 blessés
- Lockington, 26 juillet 1986; 9 morts, 11 blessés
- Colwich, septembre 1986; 1 mort 60 blessés
- Pont de la Towy, octobre 1987; 4 morts
- Forest Gate, octobre 1987; 14 blessés
- King's Cross (métro de Londres), novembre 1987; 31 morts
- Saint Helens, novembre 1988; 1 mort, 18 blessés
- Clapham Junction, 12 décembre 1988; 35 morts
- Purley Station, mars 1989; 5 morts, 90 blessés
- Glasgow, mars 1989; 2 morts
- Newcastle-upon-Tyne, 30 novembre 1989; 15 blessés
- Stafford, août 1990; 1 mort, 35 blessés
- Gare de Cannon Street (Londres), 8 janvier 1991; 2 morts, 240 blessés
- Newton fin 1990; 4 morts, 22 blessés
- Tunnel de la Severn,décembre 1991; 100 blessés
- Cowden, octobre 1994; 5 morts, 12 blessés
- Aisgill, 31 janvier 1995; 1 mort, 30 blessés
- Watford, 8 août 1996; 1 mort, 69 blessés
- Southall, 19 septembre 1997; 7 morts
- Winsford, 23 juin 1999; 31 blessés
- Ladbroke Grove, 5 octobre 1999; 31 morts

### XXIesiècle
- Hatfield, 17 octobre 2000; 4 morts, 35 blessés
- Selby (en), 28 février 2001; 10 morts
- Potters Bar, 10 mai 2002; 7 morts, 70 blessés
- Ufton Nervet, 6 novembre 2004; 7 morts, 150 blessés
- Helpringham Fen, 6 décembre 2004; 2 morts
- Romney, Hythe & Dymchurch Railway, 10 juillet 2005; 1 mort
- Copmanthorpe, 25 septembre 2006; 1 mort
- Grayrigg, 23 février 2007; 1 mort, 22 blessés
- 12 août 2020: déraillement d'un train près de Stonehaven en Ecosse, 3 mort et 6 blessés[1].